# Erasmus Mundus
Ерасмус Мундус (лат. Erasmus Mundus) — це міжнародна програма співпраці і мобільності у сфері вищої освіти, яку ініціювала та фінансує Європейська комісія. Її головною метою є підвищення якості європейської вищої освіти і сприяння міжкультурному розумінню через співпрацю із країнами, що не входять до Європейського Союзу.
Станом на 2014 рік 270 тис. студентів отримали грант, в середньому на студента щомісячно виділяється €272. Найбільший рівень залучення до програми на душу населення в Люксембурзі, Ліхтенштейні, Фінляндії, Латвії, Іспанії. Проте серед них лише 28 українців .
Програму Еразмус Мундус названо на честь видатного голландського вченого XV століття, гуманіста і теолога Еразма Ротердамського (1465—1536 рр.), який багато мандрував Європою, навчався і працював у різних університетах і ще тоді, майже півтисячоліття тому, зрозумів переваги мобільності та міжнародної співпраці в освіті і навчанні. Латинське слово «mundus» означає «світ» і відображає глобальну та міжкультурну орієнтацію програми.